# Cameron McEvoy
Pour les articles homonymes, voir McEvoy.
Cameron McEvoy, né le 13 mai 1994 à Gold Coast, est un nageur australien, spécialiste de la nage libre.
Ses coachs sont depuis 2009 Glenn Baker et Sean Eales. Aux Australian Age Championships 2011 à Adélaïde, le talent de Cameron McEvoy éclate aux yeux de tous lorsqu'il bat le record de Ian Thorpe du 100 m nage libre hommes des moins de 17 ans.
Il représente avec ses compatriotes James Magnussen et James Roberts, de trois ans ses aînés, la nouvelle génération dorée du sprint australien, après la génération Eamon Sullivan, Matt Targett, etc.
Le 26 avril 2013, il termine second en 48 s 07 des championnats nationaux australiens qualificatifs pour les Championnats du monde 2013 de Barcelone.
Second relayeur du relais 4 × 100 m nage libre australien, il réalise le meilleur temps de son équipe en 47 s 44. Il termine à la 4e place du 100 m nage libre derrière James Magnussen (47 s 71), Jimmy Feigen (47 s 82) et Nathan Adrian (47 s 84).
Aux sélections australiennes pour les Jeux olympiques à Adélaide en avril 2016, il réalise le meilleur temps jamais réalisé en maillot textile pour un 100 m, en nageant en 47 s 04, temps battu par Caeleb Dressel en juillet 2019.

## Palmarès

### Jeux olympiques
Grand bassin
- Jeux olympiques de 2012 à Londres ( Royaume-Uni) :
  - 4e au 4 × 100 m nage libre.
- Jeux olympiques de 2016 à Rio de Janeiro ( Brésil) :
  -  Médaille de bronze au 4 × 100 m nage libre.
  -  Médaille de bronze au 4 × 100 m quatre nages.
- Jeux olympiques de 2020 à Tokyo ( Japon) :
  -  Médaille de bronze au 4 × 100 m nage libre.
- Jeux olympiques de 2024 à Paris ( France) :
  -  Médaille d'or au 50 m nage libre.

### Championnats du monde
Grand bassin
- Championnats du monde 2013 à Barcelone ( Espagne) :
  - 4e au 4 × 100 m nage libre
  - 4e au 100 m nage libre en 47 s 88
  -  Médaille d'argent au relais 4 × 100 m quatre nages.
- Championnats du monde 2015 à Kazan ( Russie) :
  -  Médaille d'argent au 100 m nage libre
  -  Médaille d'argent au relais 4 × 100 m quatre nages.
  -  Médaille de bronze au relais 4 × 200 m nage libre.
- Championnats du monde 2019 à Gwangju ( Corée du Sud) :
  -  Médaille d'argent au relais 4 × 100 m nage libre mixte (participe uniquement aux séries).
  -  Médaille de bronze au relais 4 × 100 m nage libre.
- Championnats du monde 2023 à Fukuoka ( Japon) :
  -  Médaille d'or au 50 m nage libre.
- Championnats du monde 2024 à Doha ( Qatar) :
  -  Médaille d'argent au 50 m nage libre.
  -  Médaille de bronze au 50 m papillon.
- Championnats du monde 2025 à Singapour ( Singapour) :
  -  Médaille d'or au 50 m nage libre.

### Championnats pan-pacifiques
- Championnats pan-pacifiques 2014 à Gold Coast ( Australie) :
  -  Médaille d'or au 100 m nage libre.
  -  Médaille d'or au relais 4 × 100 m nage libre.
  -  Médaille de bronze au 200 m nage libre.
  -  Médaille de bronze au relais 4 × 200 m nage libre.
  -  Médaille de bronze au relais 4 × 100 m quatre nages.

### Autres
Championnats nationaux 2012 à Adélaïde
- 5e 100 m nage libre
- 6e 200 m nage libre
- 7e 50 m nage libre

Championnats du monde jeunesse 2011 à Lima
- 1er 100 m nage libre
- 1er 50 m nage libre
- 3e 200 m nage libre

## Palmarès

### Jeux olympiques
| Édition      | Épreuve             | Épreuve               | Épreuve                                     | Épreuve | Épreuve | Épreuve | Épreuve | Épreuve |
| Édition      | 100 m papillon      | 200 m papillon        | 4 × 100 m nage libre                        |         |         |         |         |         |
| Londres 2012 | Argent 49 s 68 (RE) | Or 1 min 51 s 25 (RO) | 5e 3 min 11 s 06 (RN) TP en crawl : 48 s 24 |         |         |         |         |         |
| Paris 2024   | Or 49 s 90          | Argent 1 min 51 s 75  | –                                           |         |         |         |         |         |